# Лиофилизация
Лиофилизацията или сублимационното сушене е процес на дехидратация, обичайно използван за съхраняването на разваляващи се продукти или за пакетирането им във вид, удобен за транспортиране. Лиофилизацията работи на принципа на замразяването на продукта и после намаляване на налягането в околната среда, така че съдържимата замръзнала вода в продукта да сублимира директно от твърдо в газообразно състояние.

## Етапи на лиофилизацията
Има четири етапа, през които минава процесът на лиофилизация: предварителна подготовка, замразяване, първично изсушаване, вторично изсушаване. Предварителната подготовка включва някакъв метод на третиране на продукта преди замразяване. Това може да е концентрирането му, добавянето на стабилизатори, консерванти, подобрители, пресоване с цел увеличаване на площта и други.
След предварителната подготовка пробата се замразява при атмосферно налягане. След това чрез вакуум-помпи се понижава налягането. При това част от несвързаната вода (ледът) започва да сублимира и преминава в газовата фаза. При първичното сушене пробата се нагрява слабо, само колкото да се компенсират загубите на топлина от изпарение/сублимация. При вторичното сушене температурата на продукта се повишава (при някои продукти малко над 0 °C), за да се отстрани и по-здраво свързаната хидратна вода.

## Приложения
Предимства:
- Щадящо сушене при ниски температури, по тази причина
  - се запазват етеричните масла (ароматите) в продукта
  - продуктът не се денатурира, запазват се микроорганизмите, белтъците, витамините и др.
  - външният вид и цветът се запазват, за разлика от нормалното сушене при повишени температури

Недостатъци:
- Висока цена на сушенето поради
  - Значителен разход на енергия
  - Високи разходи за апаратура (хладилна камера/кондензатор, вакуум-помпа, работи се под вакуум)
- Сушенето трае повече време в сравнение със стандартните методи и др.

Поради горе посочените предимства и недостатъци, лиофилизацията се прилага предимно в области, където от значение е качеството на продукта, а цената е на втори план, например: в хранително-вкусовата промишленост (особено за космическа храна), дентална медицина (за тъканно възстановителни материали), фармацевтиката (производството на ваксини), биотехнологиите, криобиологията, и други.